# Gerlac de Houthem
Gerlac de Houthem (Vieux-Fauquemont, vers 1110 - Houthem, vers 1170) est un ermite néerlandais reconnu saint par l'Église catholique et particulièrement vénéré au hameau de Saint-Gerlac, partie du village de Houthem dans la commune néerlandaise de Fauquemont-sur-Gueule. Sa fête est le 5 janvier.

## Hagiographie
On connaît sa vie et sa légende par un écrit des environs de 1227, la Vita Beati Gerlaci Eremytæ. Gerlac était un soldat, officier de l'empereur germanique, licencieux et plus ou moins brigand. Il était marié, et, à la mort de sa femme, il devint un chrétien particulièrement pieux, allant en pèlerinage à Rome d'abord, où il fit une confession générale de ses péchés au Pape Eugène III puis à Jérusalem où ce dernier l'envoya afin d'y soigner les malades, ce qu'il fit pendant sept ans.

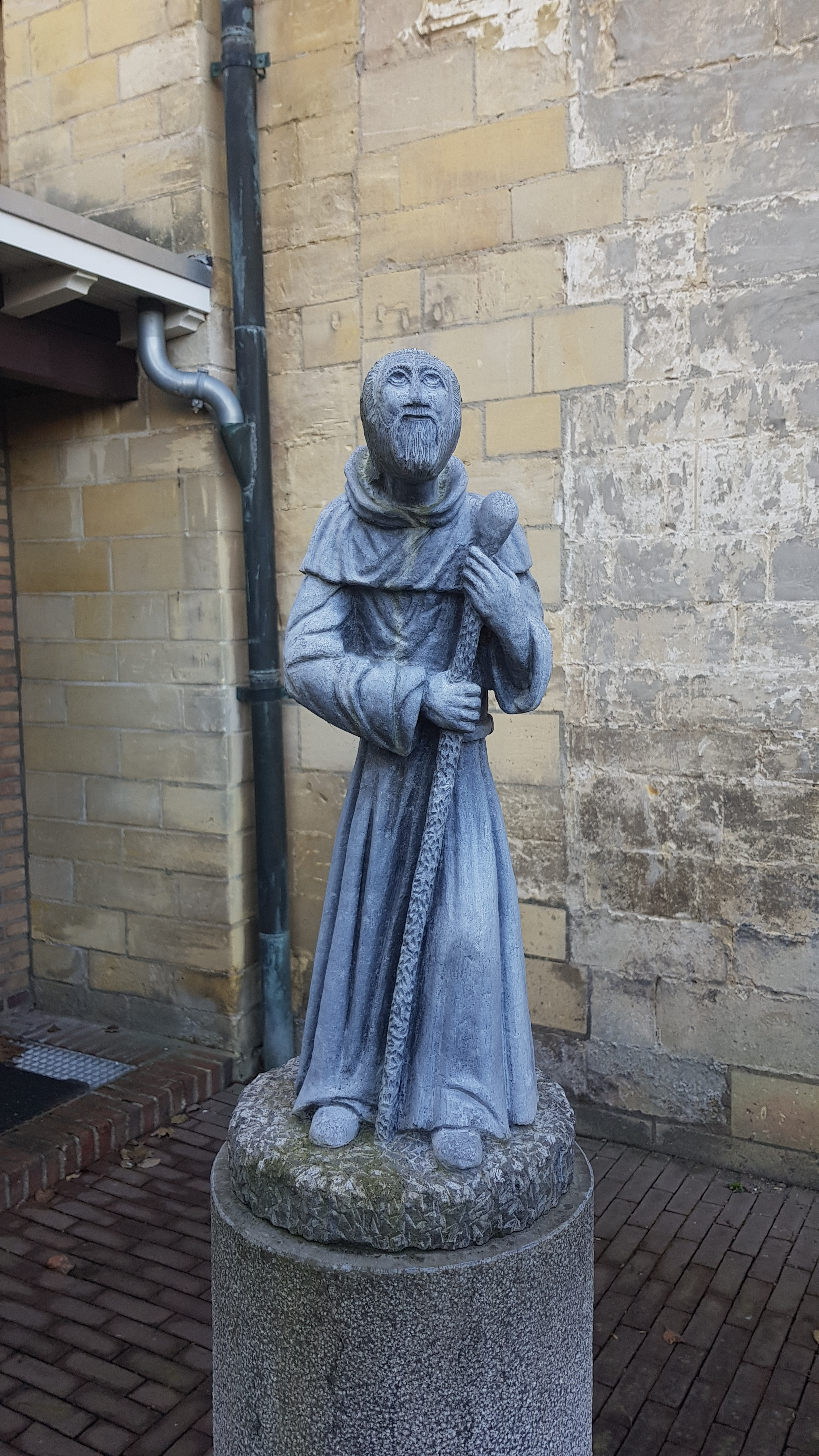
Statue de Gerlac au lieu de son refuge à Houthem.

À son retour en Hollande, il fit don aux pauvres de tout ce qu'il possédait, et s'isola dans un chêne creux en guise d'ermitage, près de Houthem. Là, il se nourrissait de pain mêlé à de la cendre, et allait tous les jours en pèlerinage à Maastricht, à la basilique Saint-Servais.
Des moines voisins souhaitaient le voir intégrer leur monastère, d'autant plus qu'ils étaient persuadés que Gerlac était très riche, et cachait son trésor justement dans le creux de l'arbre où il vivait. L'évêque du lieu ordonna donc que le chêne soit abattu. Quand il s'aperçut qu'il n'y avait pas de trésor caché, il ordonna que l'arbre soit débité en planches et qu'il soit construit avec un nouvel ermitage pour Gerlac.
Les gens du voisinage, eux, le considéraient déjà comme un saint, et il bénéficia aussi de la protection de grands personnages, comme Hildegarde de Bingen.
La légende raconte aussi que quand Gerlac avait effectué suffisamment de pénitences, l'eau du puits auquel il allait boire, se changeait en vin, signe que ses péchés venaient d'être pardonnés.
Gerlac mourut aux environs de 1170, et l'on raconte que les derniers sacrements lui furent administrés par saint Servais lui-même.

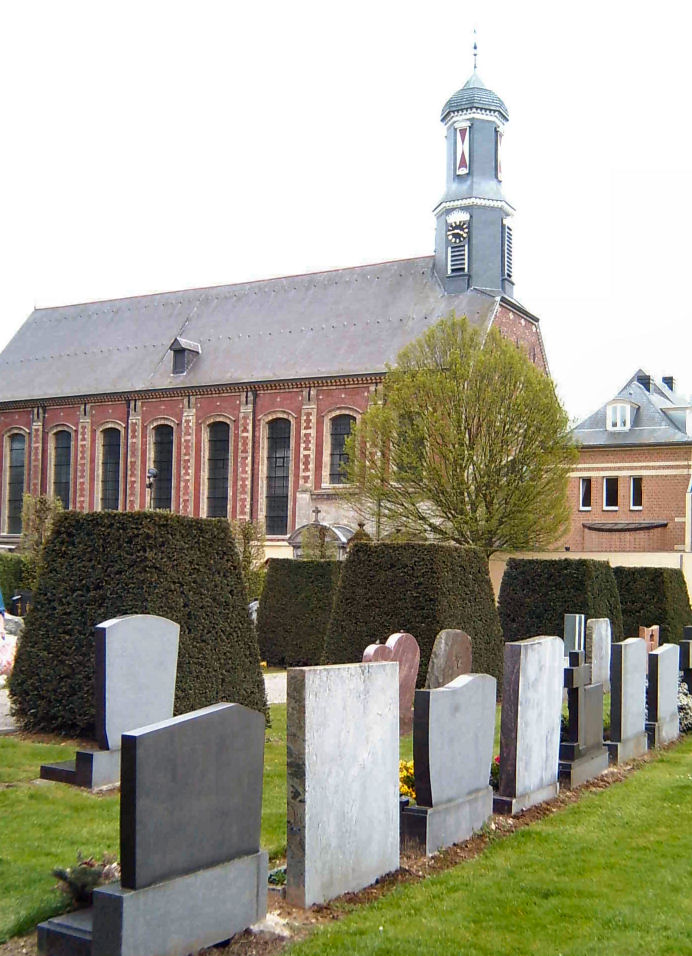
L'église Saint-Gerlac à Houthem.
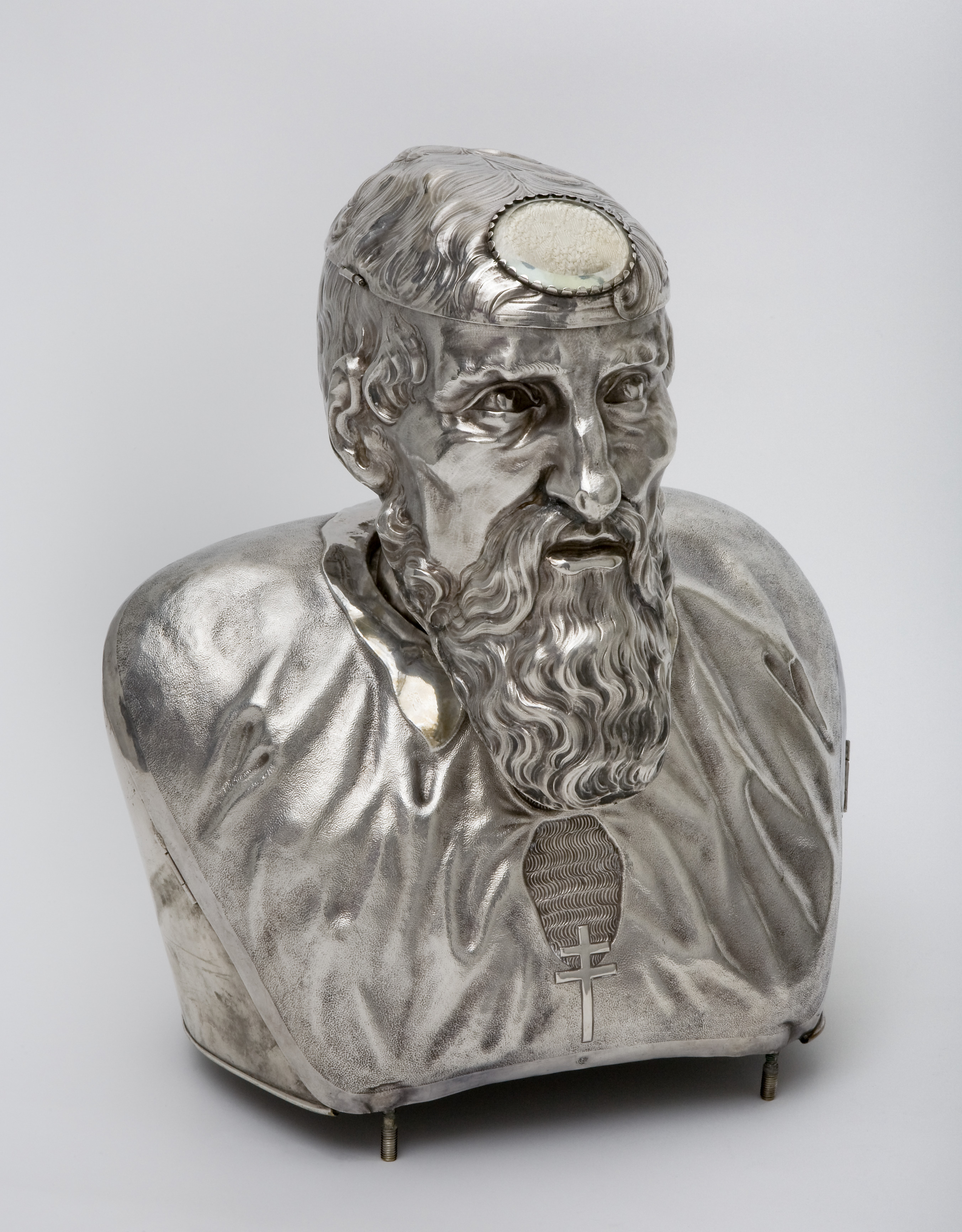
Buste reliquaire de St Gerlac, réalisé par l'orfèvre de Maastricht Fredericus Wery (1706), église Saint-Gerlac, Houthem.
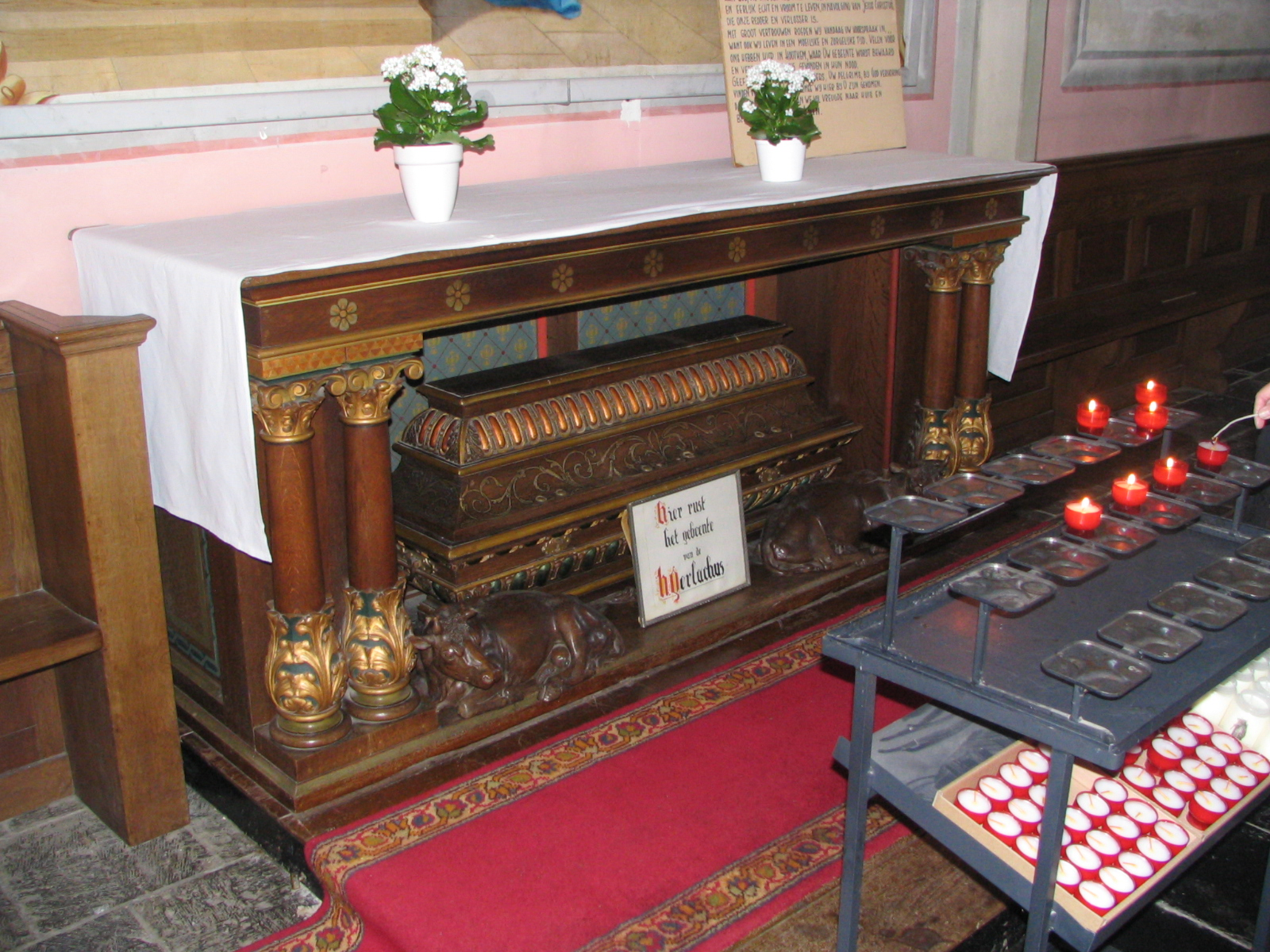
Le reliquaire de saint Gerlac, église Saint-Gerlac, Houthem.

## Sources
- (en) Cet article est partiellement ou en totalité issu de l’article de Wikipédia en anglais intitulé « Saint Gerlach » (voir la liste des auteurs).
- Prions en Église - no 253 - Éditions Bayard